# Округ Далас (Алабама)
Округ Далас (енгл. Dallas County) је округ у америчкој савезној држави Алабама. По попису из 2010. године број становника је 43.820. Седиште округа је град Селма.

## Демографија
Према попису становништва из 2010. у округу је живело 43.820 становника, што је 2.545 (5,5%) становника мање него 2000. године.
| Група             | 2000.          | 2010.          |
| Белци             | 16.417 (35,4%) | 12.676 (28,9%) |
| Афроамериканци    | 29.332 (63,3%) | 30.423 (69,4%) |
| Азијати           | 160 (0,3%)     | 149 (0,3%)     |
| Хиспаноамериканци | 290 (0,6%)     | 309 (0,7%)     |
| Укупно            | 46.365         | 43.820         |